# Magnolia (Iowa)
Magnolia város az Amerikai Egyesült Államok Iowa államában, Harrison megyében. Lakosainak száma 190 fő (2020. április 1.).

## Népesség
A település népességének változása:

| 2010 | 183 |
| 2020 | 190 |